# Žytkavičy
Žytkavičy (in bielorusso Жыткавічы?; in russo Житковичи?, Žitkoviči) è un comune della Bielorussia, situato nella regione di Homel'.